# Camlough
Camlough es una localidad situada en el distrito de Newry, Mourne y Down, en Irlanda del Norte (Reino Unido). Según el censo de 2021, tiene una población de 1048 habitantes.
Está ubicada al sureste de Irlanda del Norte, a poca distancia de la costa del mar de Irlanda (océano Atlántico) y de la frontera con la República de Irlanda, concretamente con el condado de Louth.